# نينا نيكولوفا
نينا فانكوفا نيكولوفا هي عالمة مُناخ بلغارية، وأستاذة في جامعة صوفيا.

## سيرتها الشخصية
تخرجت نيكولوفا من جامعة صوفيا في 1991 بعدما حصلت على شهادة في الجغرافيا. كانت رسالتها في الدكتوراه حول «تغيرات درجة حرارة الهواء في الجزء الجبلي من بلغاريا» في 27 فبراير 1991.
من فبراير 1999 إلى يناير 2000، عملت كمتخصصة في معهد أبحاث الأرصاد الجوية في تسوكوبا، اليابان، حيث أجرت بحثًا حول تغير المناخ العالمي والإقليمي. منذ 2001، شغلت منصب مساعد ثم مساعد رئيس في قسم علم المناخ والهيدرولوجيا والجيومورفولوجيا في كلية الجيولوجيا والجغرافيا في جامعة صوفيا.
في 2001، تعينت كخبير جغرافي في المعهد الوطني للأرصاد الجوية والهيدرولوجيا في أكاديمية العلوم البلغارية. منذ أبريل 2008 أصبحت مُحاضِرة، وفي 2018 أصبحت أستاذة جامعية.
وهي أيضًا تُحرر في عدة مجلات دولية مثل: جيوغرافيكا بانونيكا، منتدى الجغرافيا، أكتا هيدرولوجيكا سلوفاكا، نشرة الجمعية الجغرافية الصربية والجمعية الجغرافية لجمهورية صربيا. وهي عضوة في الرابطة الدولية للمناخ الحضري والرابطة الدولية لعلماء الجيومورفولوجيا في بلغاريا.
وهي مؤلفة ومؤلفة مشاركة لما يزيد عن 70 مقالاً ودراسة وتقرير وكتابًا دراسيًا.

## أعمالها
- Radeva، Kalina؛ Nikolova، Nina (2020). "Hydrometeorological Drought hazard and vulnerability assessment for Northern Bulgaria". Geographica Pannonica. Centre for Evaluation in Education and Science (CEON/CEES). ج. 24 ع. 2: 112–123. DOI:10.5937/gp24-25074. ISSN:0354-8724. S2CID:226525298.

- Nikolova، Nina؛ Yanakiev، Dimitar (30 يونيو 2020). "Climate aridity in southern Bulgaria for the period 1961-2015". Forum Geografic. ج. XIX ع. 1: 10–17. DOI:10.5775/fg.2020.010.i. S2CID:229079637. مؤرشف من الأصل في 2023-10-03.

- Nikolova، Nina؛ Radeva، Kalina (2019). "Data Processing for Assessment of Meteorological and Hydrological Drought". IFIP Advances in Information and Communication Technology. Cham: Springer International Publishing. ج. 516. ص. 145–160. DOI:10.1007/978-3-030-18293-9_13. ISBN:978-3-030-18292-2. ISSN:1868-4238. S2CID:133609118.

- Radeva, Kalina; Nikolova, Nina; Gera, Martin (29 Jun 2018). "Assessment of hydro-meteorological drought in the Danube Plain, Bulgaria". Hrvatski geografski glasnik (بالكرواتية). 80 (1): 7–25. DOI:10.21861/HGG.2018.80.01.01. ISSN:1331-5854. Archived from the original on 2023-12-20.

- Chenkova، Nina؛ Nikolova، Nina. "DOI Serbia časopisi". Thermal Science. ج. 19 ع. suppl. 2: 381–390. DOI:10.2298/TSCI150430104C. مؤرشف من الأصل في 2023-02-21.

## وصلات خاردية
- نينا نيكولوفا على ريسيرش غيت
- منشورات نينا نيكولوفا على جوجل سكولار